# جيفري د. كلاين
جيفري د. كلاين (بالإنجليزية: Jeffrey Klein)‏ هو محامي وسياسي أمريكي، ولد في 10 يوليو 1960. حزبياً، نشط في الحزب الديمقراطي. وقد انتخب عضو جمعية ولاية نيويورك وانتخب عضو مجلس ولاية نيويورك.